# St. Thomas (Górna Austria)
St. Thomas, Sankt Thomas – miejscowość i gmina w Austrii, w kraju związkowym Górna Austria, w powiecie Grieskirchen. Liczy 549 mieszkańców.